# Cortile della Mostra

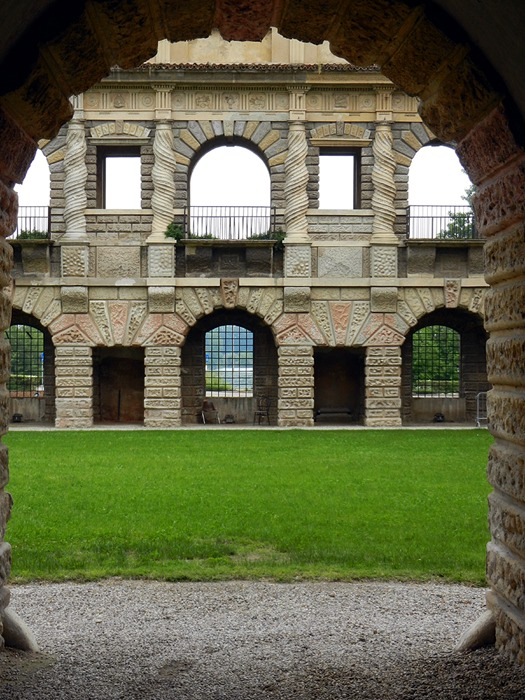
Scorcio del Cortile della Cavallerizza

Il cortile della Mostra (o cortile della Cavallerizza) è un complesso edilizio posto in "Corte Nuova", all'interno del Palazzo Ducale di Mantova. 
Fu realizzato, intorno al 1560, dall'architetto Giovanni Battista Bertani, Prefetto delle Fabbriche Gonzaghesche, per volere del duca di Mantova Guglielmo Gonzaga.

## Storia e descrizione

### Corte Rustica
Giulio Romano, tra il 1538 e il 1539, realizzò per il duca di Mantova Federico II Gonzaga la "Corte Rustica", destinata ad accogliere gli ospiti illustri dei signori di Mantova. Venne costruita su due livelli: al piano nobile l'"Appartamento dell'Estivale" decorato con bugnato e semicolonne tortili, è composto da sette stanze:
- Sala degli amori di Giove, con dipinti di Lorenzo Costa il Giovane
- Sala delle quattro colonne
- Sala delle mensole
- Sala dei frutti
- Sala delle quattro colonne
- Sala dei pesci
- Camerino di Orfeo

ampliato e decorato da Giovanni Battista Bertani verso il 1570, dopo la morte di Giulio Romano (1546). La grande "Galleria della Mostra", progettata dal Bertani nel 1570 e terminata nel Seicento da Giuseppe Dattaro, destinata ad accogliere dipinti di artisti italiani e 64 busti in marmo.

### Cortile della Cavallerizza

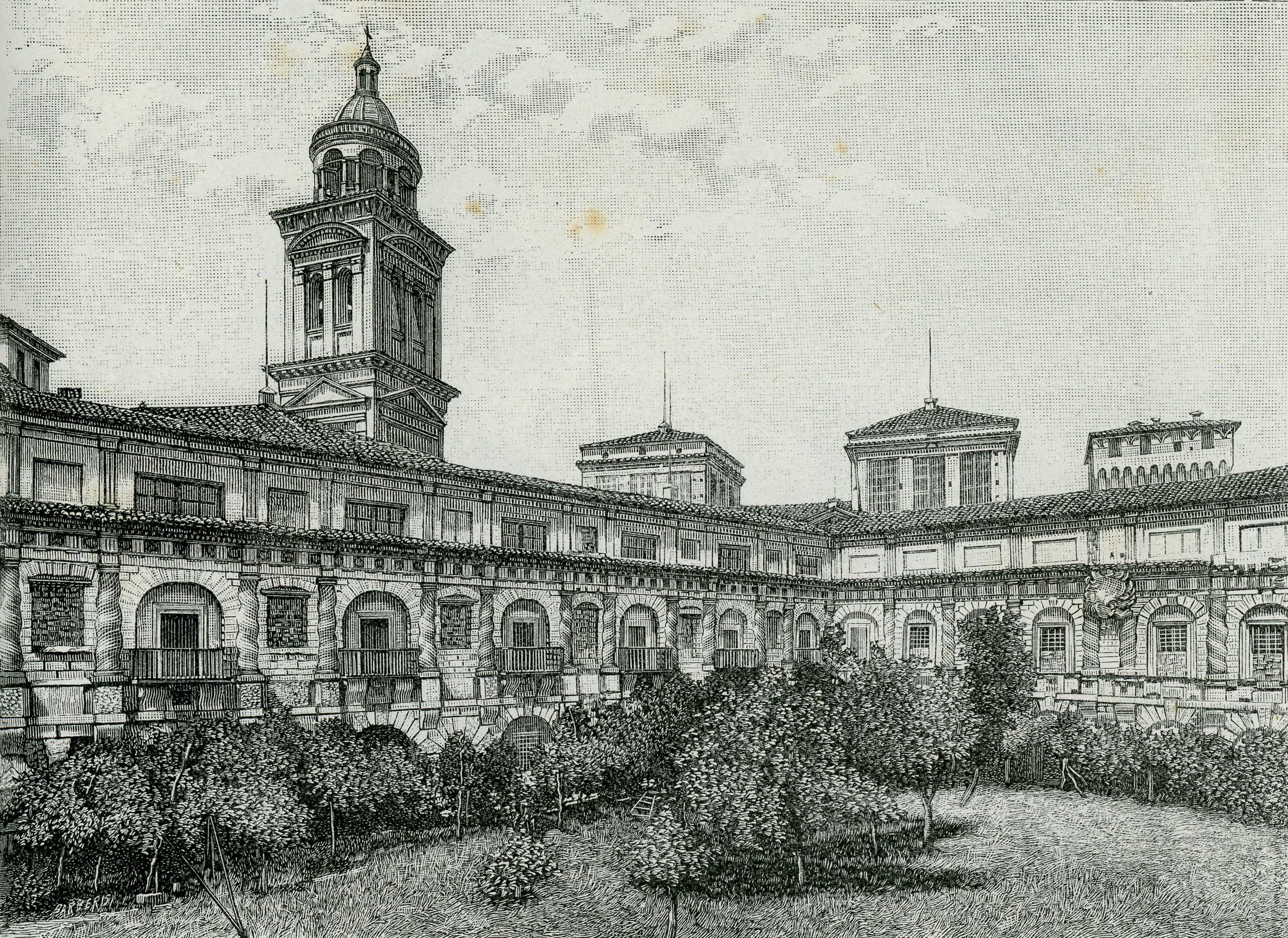
Il cortile in una xilografia di Giuseppe Barberis

Nello spazio inferiore venne realizzato un porticato con arcate e volte. "Corte Rustica" si affaccia direttamente sul cortile interno, un ampio spazio rettangolare erboso a cielo aperto utilizzato per tornei e sfilate, dove i duchi esibivano i loro cavalli purosangue. Venne così chiamato "Cortile della Cavallerizza".

## Il Cortile nel cinema
Il cortile ha fatto da sfondo a questi film:
- Il mestiere delle armi di Ermanno Olmi, 2001[1]
- Romeo and Juliet di Carlo Carlei, 2013[2]